# NGC 389
NGC 389 là một thiên hà dạng thấu kính nằm cách Hệ Mặt trời trong chòm sao Tiên Nữ khoảng 239 triệu năm ánh sáng. Nó được phát hiện vào ngày 6 tháng 9 năm 1885 bởi Lewis Swift. Nó được Dreyer mô tả là "cực kỳ mờ nhạt, cực kỳ nhỏ, tròn, ngôi sao gần".